# Палма-Сола
Палма-Сола (порт. Palma Sola)  —  муниципалитет в Бразилии, входит в штат Санта-Катарина. Составная часть мезорегиона Запад штата Санта-Катарина. Входит в экономико-статистический  микрорегион Сан-Мигел-ду-Уэсти. Население составляет 7725 человек на 2006 год. Занимает площадь 331,776 км². Плотность населения — 23,3 чел./км².

## История
Город основан 30 декабря 1961 года.

## Статистика
- Валовой внутренний продукт на 2003 составляет 70.238.292,00 реалов (данные: Бразильский институт географии и статистики).
- Валовой внутренний продукт на душу населения на 2003 составляет 8.840,57 реалов (данные: Бразильский институт географии и статистики).
- Индекс развития человеческого потенциала на 2000 составляет 0,757 (данные: Программа развития ООН).